# Dead Space
Dead Space – gra komputerowa typu survival horror wydana w 2008 roku przez firmę Electronic Arts na platformy Microsoft Windows, PlayStation 3 i Xbox 360.
28 października 2008 roku, kilkanaście dni po premierze gry w celu jej promocji został wydany film animowany Dead Space: Downfall, będący prequelem wydarzeń przedstawionych w grze. Na 36. ceremonii wręczenia nagród Annie Dead Space wygrała w kategorii „Najlepsza gra powstała na kanwie filmu”.

## Fabuła
Do załogi statku USG Kellion dociera sygnał z prośbą o pomoc pochodzący ze statku górniczego, planetołamacza USG Ishimura. Statek rusza na ratunek, jednak na miejscu okazuje się, że cała załoga zginęła. Załoga Kellionu musi dowiedzieć się, co wydarzyło się na Ishimurze oraz wydostać się z piekła, które niedługo rozpęta się na pokładzie statku. Załoga USG Ishimura była zamieszana w nielegalne wydobycie minerałów na planecie Aegis VII. Na planecie zbudowano tzw. Czerwony Znak, czyli monolityczną strukturę, której tajemnicza moc powoduje psychozę i zamienia ludzi w nieumarłe nekromorfy.

### Postacie
- Isaac Clarke – inżynier, członek załogi USG Kellion; główny bohater gry.
- Nicole Brennan – członek załogi USG Ishimura; kobieta, w której kochał się Isaac.
- Kendra Daniels – członek załogi USG Kellion, zajmuje się sprawami elektroniki i sieci komputerowej; w rzeczywistości jest tajną agentką rządową, która ma odnaleźć Znak.
- Zach Hammond – członek i lider załogi USG Kellion pochodzący z CEC. Czarnoskóry mężczyzna, który zawsze wie, co trzeba robić, niespecjalnie lubiany przez Kendrę.
- Benjamin Mathius – kapitan USG Ishimura, unitolog (członek fikcyjnego ruchu religijnego czczącego Znaki) bardzo chwalący Znak. Ukazywany jest tylko w materiałach i zapiskach z wydarzeń przed przybyciem USG Kellion.
- Terence Kyne – doktor z załogi USG Ishimura, również unitolog, jednakże przeciwny Znakowi.
- Challus Mercer – doktor z załogi USG Ishimura, unitolog zafascynowany Znakiem, a jeszcze bardziej dziwnymi zachowaniami ludzi z kolonii na Aegis 7 oraz nekromorfami. Jest zwolennikiem teorii, że to, co się dzieje na USG Ishimura jest częścią planu Boga, w wyniku którego Nekromorfy zajmą miejsce ludzi, którzy mają wyginąć.

## Rozgrywka
Gracz może się wyposażyć w broń lub lepszy kombinezon tzw. RIG (Resource Integration Gear). Dostępne są cztery rodzaje broni w kombinezonie. Oprócz tego każda broń ma alternatywny tryb ognia. Występuje siedem rodzajów broni. W różnych częściach statku rozmieszczone są warsztaty, które pozwalają na ulepszenie RIG, broni oraz modułu stazy lub kinezy. Aby ulepszyć broń, potrzebne są węzły mocy, które można kupić w magazynie albo znaleźć na statku. Walutą w grze są tzw. kredyty.
Oprócz warsztatu na statku można znaleźć wspomniane już wcześniej magazyny. Gracz może kupić tam nową broń, kombinezon, amunicję do broni, węzły mocy itp, a także sprzedawać przedmioty. Aby gracz mógł zakupić lepszy sprzęt, musi znaleźć rozrzucone po statku schematy wyposażenia. W magazynie znajduje się również sejf, w którym można przechowywać swoje rzeczy.

## Reakcje
Dead Space otrzymało pozytywne opinie od recenzentów. The Slant Magazine w swoim rankingu 100 najlepszych gier komputerowych z 2014 dał Dead Space 95. miejsce. Joe Juba z Game Informer Online uznał grę za najlepsze osiągnięcie gatunku survival horror od czasu gry Resident Evil i wystawił ocenę 8,75/10.